# Liste des cathédrales de Homs
Plusieurs confessions chrétiennes ont une cathédrale à Homs en Syrie :
- la cathédrale Notre-Dame-à-la-Ceinture se rattache à l’Église syriaque orthodoxe ;
- la cathédrale Notre-Dame-de-la-Paix se rattache à l’Église grecque-catholique melkite ;
- la cathédrale des Quarante-Martyrs se rattache au Patriarcat orthodoxe d’Antioche ;
- la cathédrale du Saint-Esprit se rattache à l’Église catholique syriaque.